# クロード・グラハム＝ホワイト

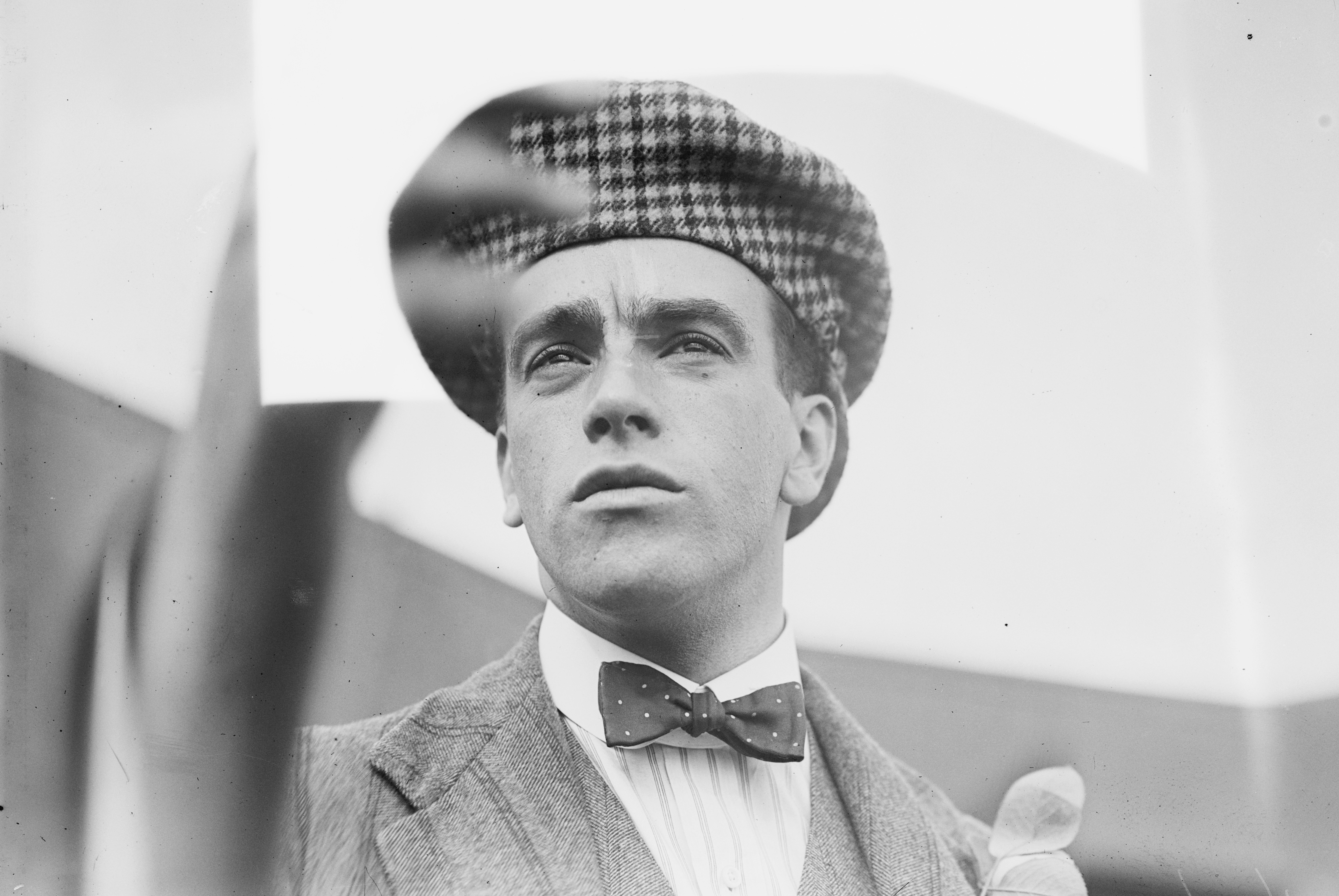
クロード・グラハム＝ホワイト, 1910年

クロード・グラハム＝ホワイト（Claude Grahame-White、1879年8月21日 - 1959年8月19日）は、イギリスのパイロットである。
ハンプシャーのBursledonで生まれた。エンジニアとして働き、後に自らのエンジン関係の会社を作った。1909年にフランスでパイロットの訓練を受け、航空免許を受けた最初のイギリス人となった。
1910年4月27日、ロンドンからマンチェスターまでを24時間以内に2回以下の着陸で飛行する、デイリーメールの懸賞飛行に挑戦した（1910年のロンドン・マンチェスター間エアレース）。ノーサンプトンシャーのロードに着陸し、24時間以内にマンチェスターを目指すために夜間の離陸を敢行したことで、世界初の夜間飛行を行った人物となった。
1910年7月2日、Wolverhamptonで行われた航空大会にファルマン機で出場し、滞空飛行の部門で1時間23分20秒の飛行を行い、￡1,000の賞金を得た。1910年10月14日にはアメリカのワシントンでデモ飛行し、ホワイト・ハウス近くの通りに着陸したが、逮捕されることもなく、新聞に賞賛の記事が書かれた。
1911年にグラハム＝ホワイト・アヴィエーション（Grahame-White Aviation Co. Ltd）を設立し、空港と航空機の開発を始めた。エンジニアのなかにはボールトンポールのチーフ・エンジニアとなったジョン・ダドリー・ノースがいた。航空の商業利用に貢献するとともに、第一次世界大戦前に、航空機に武装を行う実験を行い、航空の軍事利用を進めるキャンペーンを行った。航空に関する多くの著書を出版し、新聞に航空に関する記事を寄稿した。

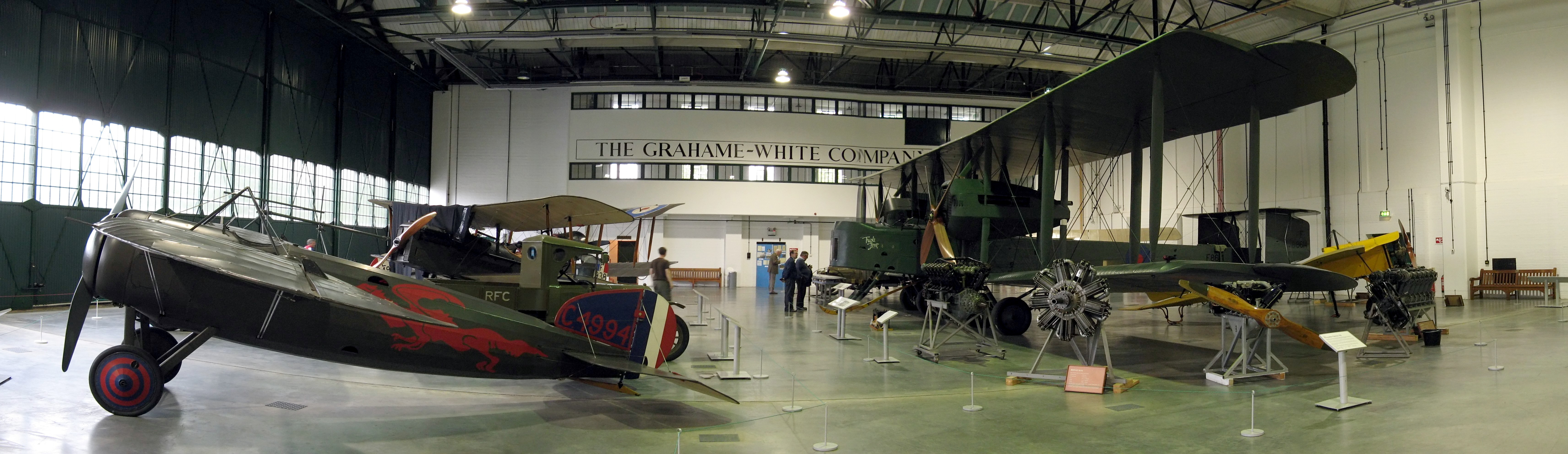
イギリス空軍博物館に再現された工場の様子

1911年にヘンドンに飛行学校を創設し、飛行学校はヘンドン飛行場に発展していった。1916年から飛行場は海軍に貸し出され、1919年にイギリス空軍に引き継がれた。1925年まで、長い法廷での争いの後、グラハム＝ホワイトの飛行場はイギリス空軍によって買収された。これによってグラハム＝ホワイトは航空への興味を失い、ニースに移住し、晩年はフランスで暮らした。
第一次世界大戦時代のグラハム＝ホワイトの工場の様子がイギリス空軍博物館に再現されている。

## 著書
- The Aeroplane, Past, Present, and Future, 1911;
- The Aeroplane in War;
- Aviation, 1912;
- Learning to Fly, 1914;
- Aircraft in the Great War, 1915;
- Air Power, 1917;
- Our First Airways, their Organisation, Equipment, and Finance, 1918;
- Heroes of the Air;
- With the Airmen;
- The Air King’s Treasure;
- The Invisible War-Plane;
- Heroes of the Flying Corps; Flying, an Epitome and a Forecast, 1930